# Leo Hale Taylor
Leo Hale Taylor (Montevideo, 27 de septiembre de 1889—Lagos, 27 de octubre de 1967) fue un misionero católico estadounidense, primer arzobispo de la arquidiócesis de Lagos y fundador de las Hermanas del Corazón Eucarístico de Jesús.

## Biografía
Leo Hale Taylor nació en la ciudad de Montevideo, en el estado de Minnesota (Estados Unidos), en el seno de una familia de origen anglo irlandesa. En 1911 ingresó a la Sociedad Misionera Africana, donde fue ordenado sacerdote el 21 de junio de 1914. Fue enviado como misionero a Nigeria Occidental. Ocupó sucesivamente los cargos de vicario apostólico, obispo y arzobispo de la evolución histórica de la arquidiócesis de Lagos (Nigeria). Siendo vicario apostólico se le dio el título de la diócesis de Vadstena.
Durante su episcopado, Taylor se dedicó a la propagación de la fe católica en el territorio de Nigeria Occidental, estableció en 1928, la primera escuela de secundaria en esa nación, la St. Gregory College, y mantuvo buenas relaciones con el gobierno local, con los misioneros protestantes y con los nativos. Con el fin de recibir vocaciones nativas a la vida religiosa, fundó la Congregación de Hermanas del Corazón Eucarístico de Jesús y se preocupó de la formación de candidatos indígenas al sacerdocio, ordenando él mismo el primer sacerdote nigeriano. El arzobispo murió el 27 de octubre de 1967 y fue sepultado en la Catedral de la Santa Cruz de Lagos.